# Phân loại sao
Trong thiên văn học, phân loại sao là phân loại của các sao ban đầu dựa trên nhiệt độ quang quyển và các đặc trưng quang phổ liên quan của nó, rồi sau đó chuyển đổi thành thuật ngữ của các đặc trưng khác. Nhiệt độ của sao có thể được phân loại bằng cách sử dụng định luật thay thế Wien; nhưng nó gây ra những khó khăn đối với các sao ở xa. Quang phổ thiên văn cho người ta một cách để phân loại sao theo các vạch hấp thụ của chúng; đặc biệt các vạch hấp thụ chỉ có thể quan sát được trong một khoảng nhất định của nhiệt độ vì chỉ trong khoảng nhiệt độ này thì các mức năng lượng nguyên tử mới phổ biến. Các sơ đồ có từ thế kỷ 19 phân loại các sao từ A đến P, là nguồn gốc của các phân loại quang phổ hiện nay.
Hầu hết các ngôi sao hiện được phân loại theo phân loại Morgan–Keenan (MK) sử dụng các chữ cái O, B, A, F, G, K và M, một chuỗi từ nóng nhất (loại O) đến lạnh nhất (loại M). Sau đó, mỗi lớp được chia nhỏ bằng cách sử dụng một chữ số với 0 là nóng nhất và 9 là lạnh nhất (ví dụ: A8, A9, F0 và F1 tạo thành một chuỗi từ nóng hơn đến lạnh hơn). Lớp quang phổ cũng được mở rộng với các lớp dành cho các ngôi sao khác và các vật thể giống sao không phù hợp với hệ thống cổ điển, chẳng hạn như lớp D dành cho sao lùn trắng và các lớp S và C cho các ngôi sao carbon.

## Phân loại hiện đại

Các ngôi sao dãy chính được sắp xếp (từ phải sang trái) O đến M theo phân loại quang phổ Harvard.

Hệ thống phân loại hiện đại được gọi là phân loại Morgan–Keenan (MK). Mỗi ngôi sao được gán một loại quang phổ (từ phân loại quang phổ cũ của Harvard, không bao gồm độ sáng) và một loại độ sáng sử dụng các chữ số La Mã, tạo thành loại quang phổ của ngôi sao.

### Phân loại quang phổ Harvard
| Lớp | Nhiệt độ hiệu dụng | Sắc độ Vega-relative | Sắc độ (D65)   | Khối lượng trong dãy chính (khối lượng Mặt Trời) | Bán kính trong dãy chính (bán kính Mặt Trời) | Độ sáng trong dãy chính (bolometric) | Vạch hydro | % trong tất cả các sao dãy chính |
| --- | ------------------ | -------------------- | -------------- | ------------------------------------------------ | -------------------------------------------- | ------------------------------------ | ---------- | -------------------------------- |
| O   | ≥ 30.000 K         | Xanh da trời         | Xanh da trời   | ≥ 16 M☉                                          | ≥ 6,6 R☉                                     | ≥ 30.000 L☉                          | Yếu        | ~0,00003%                        |
| B   | 10.000–30,000 K    | Xanh trắng           | Xanh trắng đậm | 2,1–16 M☉                                        | 1,8–6,6 R☉                                   | 25–30.000 L☉                         | Trung bình | 0,13%                            |
| A   | 7.500–10.000 K     | Trắng                | Xanh trắng     | 1,4–2,1 M☉                                       | 1,4–1,8 R☉                                   | 5–25 L☉                              | Mạnh       | 0,6%                             |
| F   | 6.000–7.500 K      | Vàng trắng           | Trắng          | 1,04–1,4 M☉                                      | 1,15–1,4 R☉                                  | 1,5–5 L☉                             | Trung bình | 3%                               |
| G   | 5.200–6.000 K      | Vàng                 | Vàng hơi trắng | 0,8–1,04 M☉                                      | 0,96–1,15 R☉                                 | 0,6–1,5 L☉                           | Yếu        | 7,6%                             |
| K   | 3.700–5.200 K      | Cam                  | Cam vàng nhạt  | 0,45–0,8 M☉                                      | 0,7–0,96 R☉                                  | 0,08–0,6 L☉                          | Rất yếu    | 12,1%                            |
| M   | 2.400–3.700 K      | Đỏ                   | Đỏ cam nhạt    | 0,08–0,45 M☉                                     | ≤ 0,7 R☉                                     | ≤ 0,08 L☉                            | Rất yếu    | 76,45%                           |

Biểu đồ Hertzsprung–Russell liên hệ sự phân loại sao với cấp sao tuyệt đối, độ sáng và nhiệt độ bề mặt.

Một cách ghi nhớ phổ biến để ghi nhớ thứ tự của các chữ cái loại quang phổ, từ nóng nhất đến lạnh nhất, là "Oh, Be A Fine Guy/Girl: Kiss Me!".
Các lớp quang phổ từ O đến M, cũng như các lớp khác, được chia nhỏ bằng các chữ số Ả Rập (0–9), trong đó 0 biểu thị các ngôi sao nóng nhất của một lớp nhất định. Ví dụ: A0 biểu thị những ngôi sao nóng nhất trong lớp A và A9 biểu thị những ngôi sao lạnh nhất. Ngoài ra, số thập phân cũng được sử dụng, ví dụ, Mu Normae được phân loại là O9.7. Mặt Trời được phân loại là G2.

### Phân loại quang phổ Yerkes
Phân loại quang phổ Yerkes, còn được gọi là MK, hoặc Morgan–Keenan (còn được gọi là MKK, hoặc Morgan–Keenan–Kellman) từ tên viết tắt của các tác giả, là một hệ thống phân loại quang phổ sao được giới thiệu vào năm 1943 bởi William Wilson Morgan, Philip C. Keenan, và Edith Kellman từ Đài quan sát Yerkes. Sơ đồ phân loại hai chiều (nhiệt độ và độ sáng) này dựa trên các vạch quang phổ nhạy cảm với nhiệt độ sao và lực hấp dẫn bề mặt, có liên quan đến độ sáng (trong khi phân loại của Harvard chỉ dựa trên nhiệt độ bề mặt). Sau đó, vào năm 1953, sau một số sửa đổi đối với danh sách các ngôi sao tiêu chuẩn và tiêu chí phân loại, sơ đồ này được đặt tên là phân loại Morgan–Keenan, hay MK, vẫn được sử dụng cho đến ngày nay.
Vì bán kính của các sao khổng lồ lớn hơn nhiều so với các sao lùn trong khi khối lượng của chúng lại xấp xỉ nhau nên trọng trường, và vì thế mật độ các khí cũng như áp suất, trên bề mặt của sao khổng lồ thấp hơn nhiều so với sao lùn.
Các khác biệt này hiển nhiên tạo thành các hiệu ứng chiếu sáng, có ảnh hưởng đến cả bề rộng lẫn cường độ của các vạch quang phổ, làm chúng có thể đo được.
| Lớp độ sáng         | Miêu tả                                               | Ví dụ                        |
| ------------------- | ----------------------------------------------------- | ---------------------------- |
| 0 hoặc Ia+          | Sao cực siêu khổng lồ hoặc sao siêu khổng lồ cực sáng | Cygnus OB2#12 – B3-4Ia+      |
| Ia                  | Sao siêu khổng lồ sáng                                | Eta Canis Majoris – B5Ia     |
| Iab                 | Sao siêu khổng lồ sáng kích thước trung bình          | Gamma Cygni – F8Iab          |
| Ib                  | Sao siêu khổng lồ ít sáng                             | Zeta Persei – B1Ib           |
| II                  | Sao khổng lồ sáng                                     | Beta Leporis – G0II          |
| III                 | Sao khổng lồ bình thường                              | Arcturus – K0III             |
| IV                  | Sao gần mức khổng lồ                                  | Gamma Cassiopeiae – B0.5IVpe |
| V                   | Sao dãy chính (sao lùn)                               | Achernar – B6Vep             |
| sd (prefix) hoặc VI | Subdwarf                                              | HD 149382 – sdB5 or B5VI     |
| D (prefix) hoặc VII | Sao lùn trắng                                         | van Maanen 2 – DZ8           |

## Các dạng quang phổ

### Lớp O
Các sao thuộc lớp O cực kỳ nóng và sáng, về màu sắc rất gần với màu xanh. Naos (Zeta Puppis, trong chòm sao Thuyền Vĩ) sáng gấp khoảng một triệu lần Mặt Trời. Các sao này có các vạch quang phổ heli ion hóa và trung hòa rõ nét và các vạch hydro yếu. Các sao lớp O phát ra phần lớn bức xạ trong dạng tia tử ngoại.

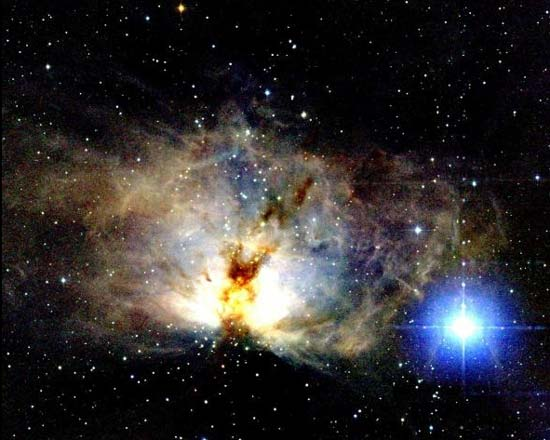
Hệ ba sao Zeta Orionis phía dưới, bên phải, cạnh tinh vân Ngọn Lửa.
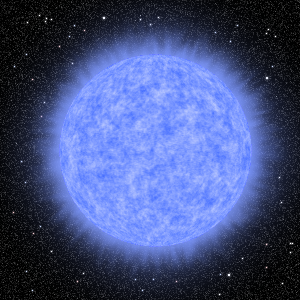
Sao khổng lồ xanh Zeta Puppis, lớp O5Ia.

### Lớp B
Các sao lớp B rất sáng, Rigel (trong chòm sao Lạp Hộ) là sao siêu khổng lồ xanh thuộc lớp B. Quang phổ của chúng có các vạch heli trung hòa và các vạch hydro vừa phải. Vì các sao lớp O và B hoạt động rất mạnh nên tuổi thọ của chúng rất thấp. Chúng không rời xa khỏi khu vực chúng đã sinh ra vì không đủ thời gian. Do đó chúng có khuynh hướng liên kết với nhau trong các liên kết OB1, một loại liên kết có liên quan với các đám mây phân tử khổng lồ. Liên kết Orion OB1 là nguyên một nhánh xoắn ốc thuộc về Ngân Hà (các sao sáng hơn sẽ làm cho nhánh xoắn ốc sáng hơn, nhưng thực ra không có nhiều sao ở đó) và chứa toàn bộ chòm sao Lạp Hộ.

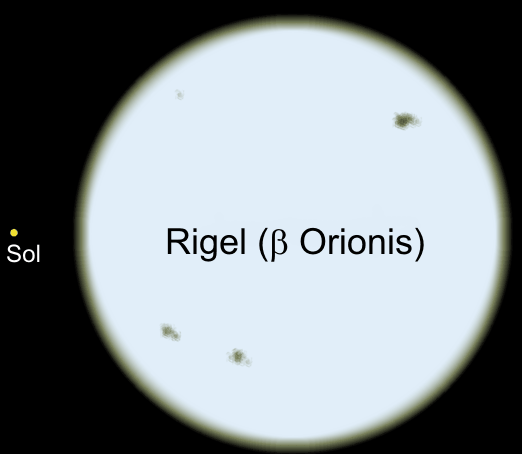
Siêu sao khổng lồ xanh lớp B, Rigel.
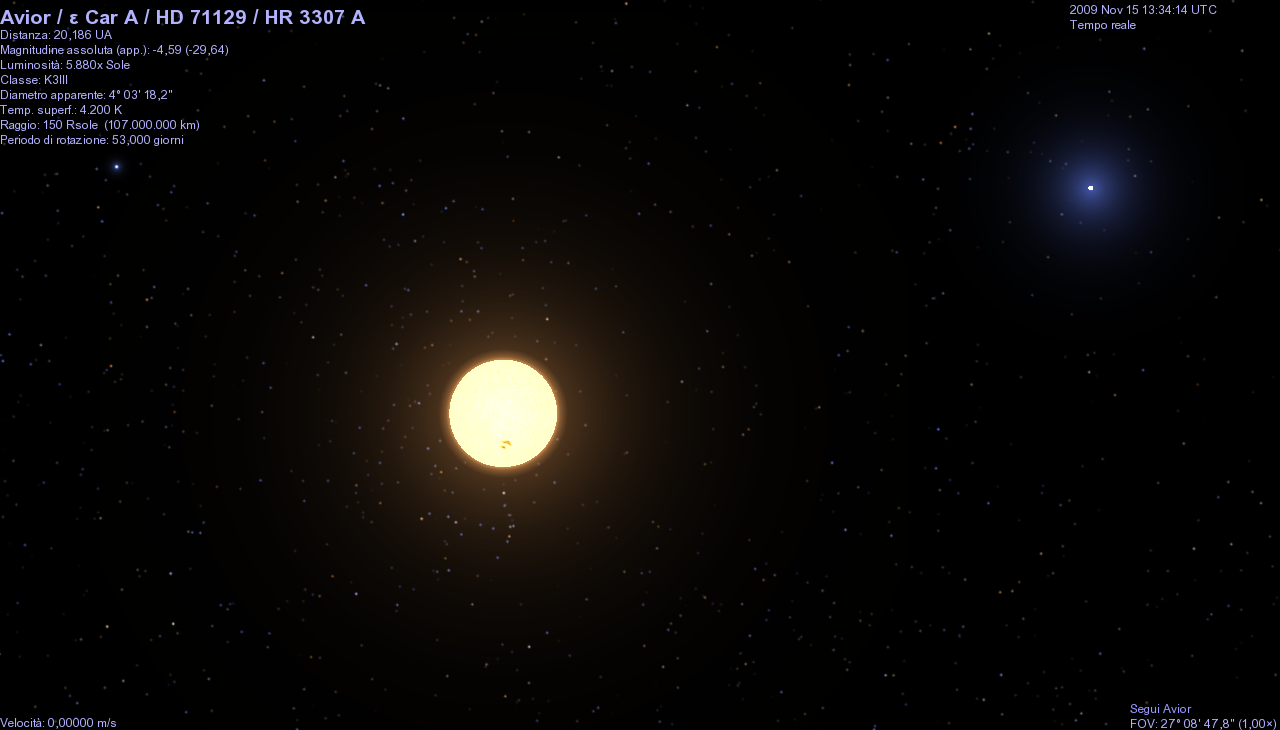
Epsilon Carinae b, 1 ví dụ về các sao dãy chính loại B.

### Lớp A
Sao lớp A là loại sao phổ biến trong số các sao có thể quan sát bằng mắt thường. Sao Thiên Tân (Deneb) trong chòm sao Thiên Nga là một sao có hoạt động mạnh, trong khi Sao Thiên Lang (Sirius) trong chòm sao Đại Khuyển cũng là sao lớp A, nhưng không hoạt động mạnh bằng. Các sao lớp A có màu trắng. Rất nhiều sao lùn trắng cũng thuộc lớp A. Chúng có các vạch quang phổ hydro đậm và của các ion kim loại.

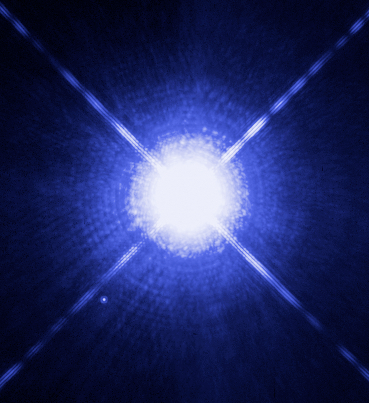
Sao lùn trắng Sirius A có quang phổ A1V và sao lùn trắng Sirius B nhỏ hơn, phía dưới, bên trái.
Sao Thiên Tân to gấp 200–300 lần Mặt Trời.
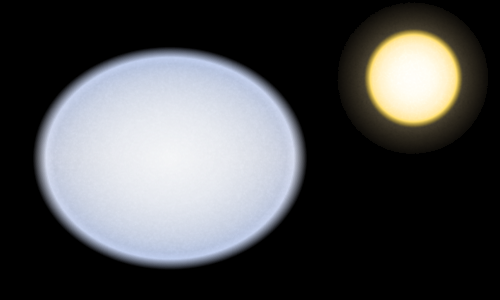
Sao Chức Nữ (Vega) và Mặt Trời.
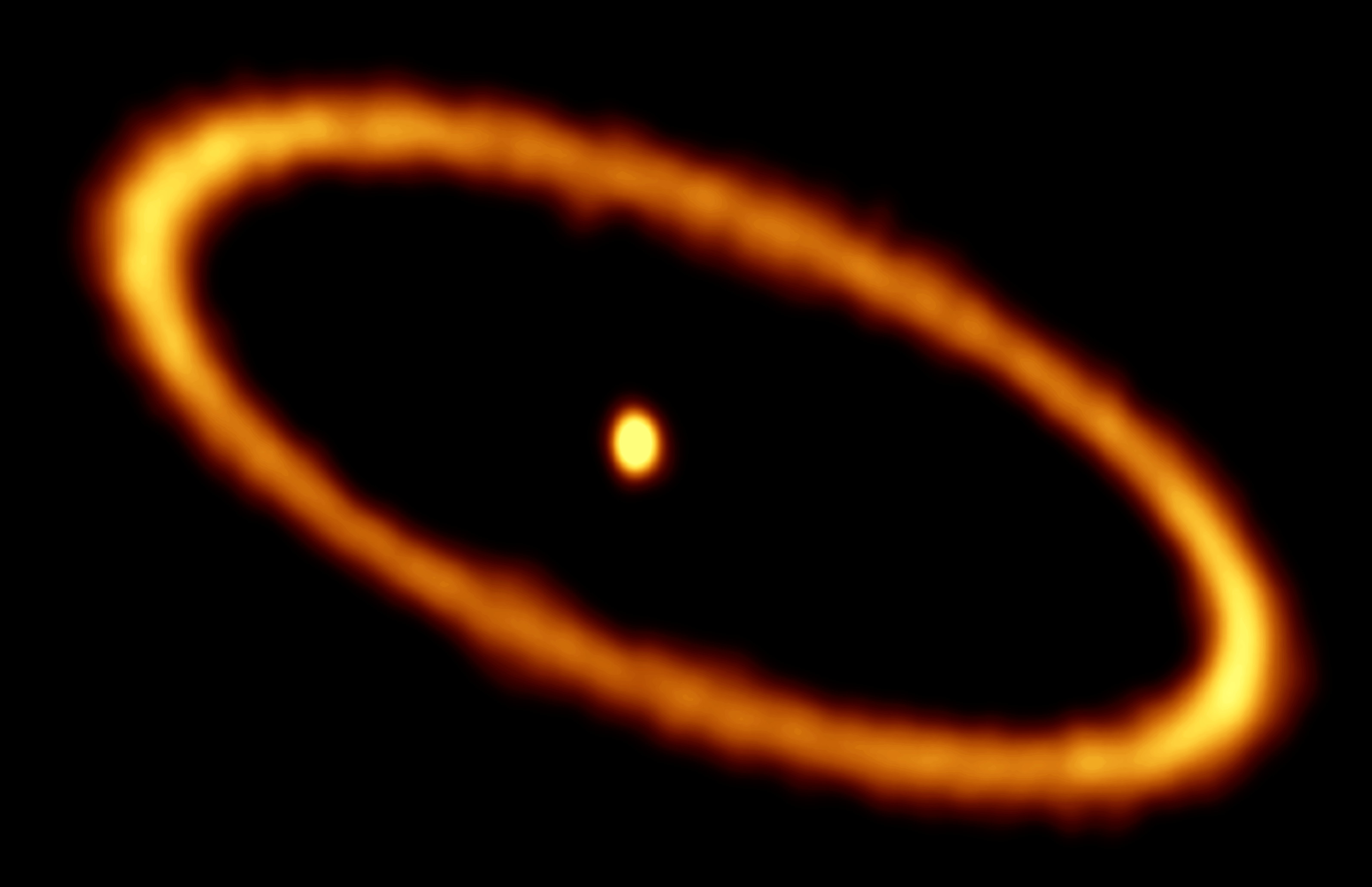
Ảnh của Fomalhaut và đĩa sao xung quanh nó.

### Lớp F
Các sao lớp F cũng là những sao hoạt động mạnh nhưng chúng có xu hướng là sao dãy chính, chẳng hạn như Beta Virginis trong chòm sao Xử Nữ. Quang phổ của chúng được đặc trưng bởi các vạch hydro yếu và của ion kim loại, màu của chúng là trắng pha màu vàng nhẹ.

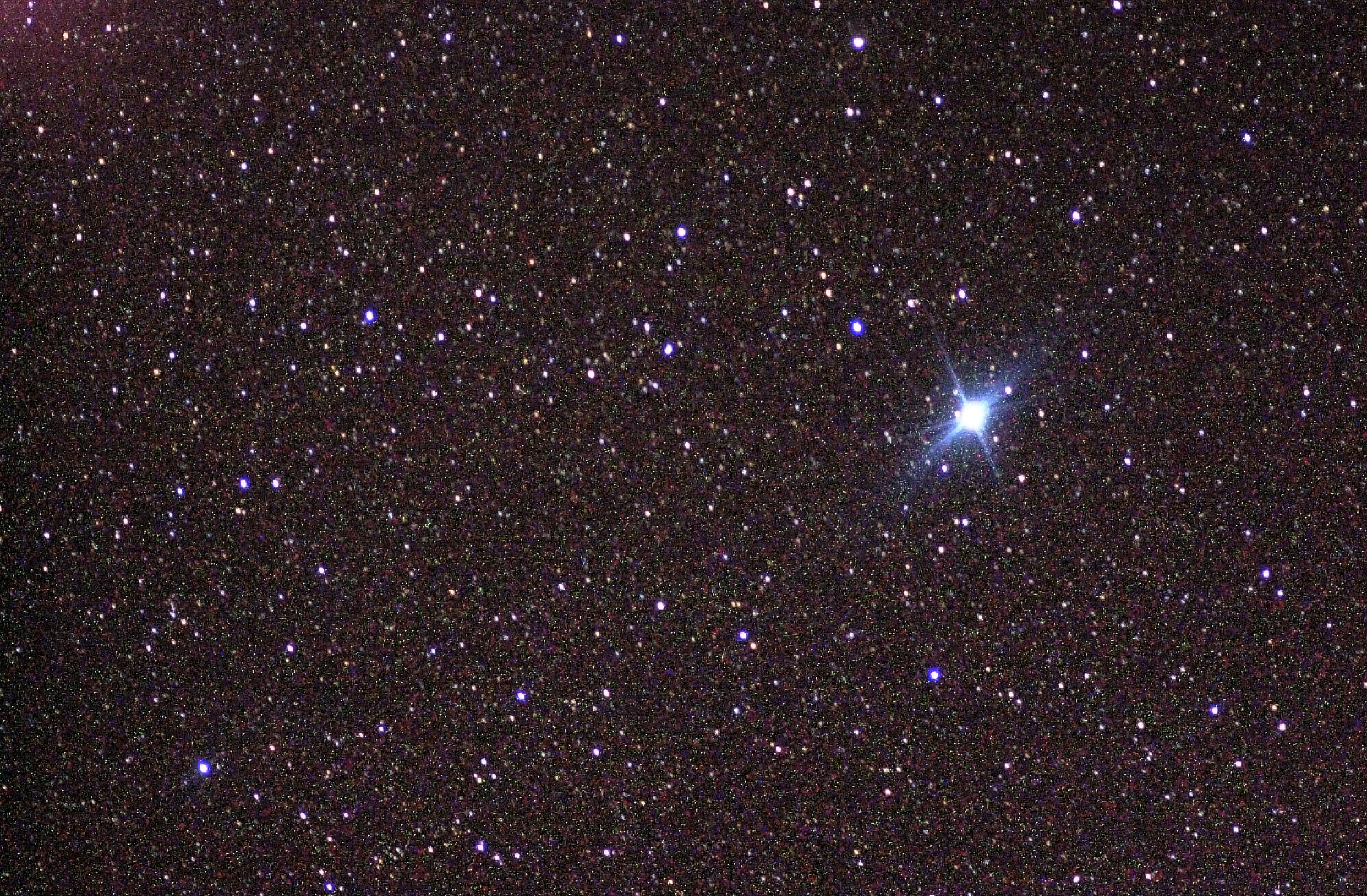
Canopus, ngôi sao sáng nhất trong chòm sao Thuyền Để.
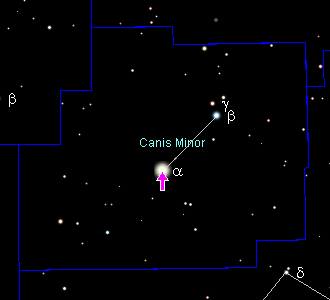
Procyon A/B, ngôi sao sáng nhất trong chòm sao Tiểu Khuyển.
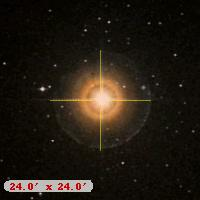
Beta Virginis, ngôi sao sáng nhất trong chòm sao Xử Nữ.

### Lớp G
Các sao lớp G có lẽ được biết đến nhiều nhất do Mặt Trời thuộc lớp này. Chúng có quang phổ hydro yếu hơn lớp F nhưng cùng với các quang phổ ion kim loại, chúng còn có các quang phổ của kim loại trung hòa. Các sao siêu khổng lồ thông thường là thuộc lớp O hay B (xanh) hay K hoặc M (đỏ) (chúng khó có khả năng thuộc về lớp G bởi vì đây là khu vực không ổn định cho các sao siêu khổng lồ).

Mặt Trời, Alpha Centauri A có quang phổ G2V và Alpha Centauri B.
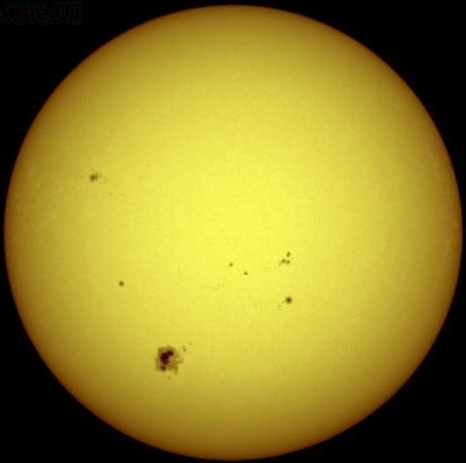
Mặt Trời.
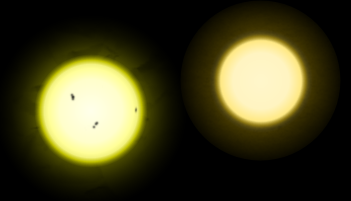
Mặt Trời (bên trái) và Tau Ceti.
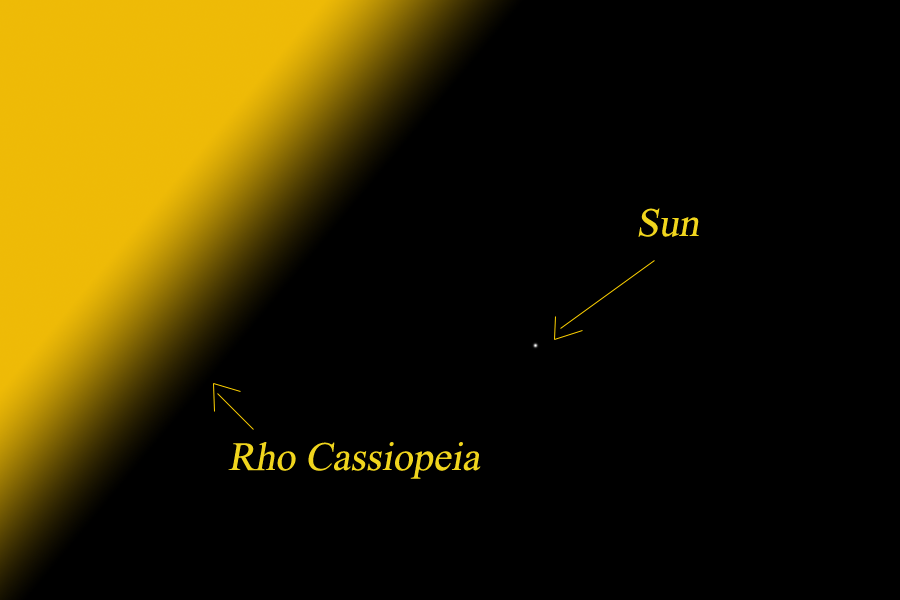
Mặt Trời và Rho Cassiopeiae, một siêu sao khổng lồ vàng trong chòm sao Tiên Hậu.

### Lớp K
Các sao lớp K là các sao màu da cam, có nhiệt độ thấp hơn Mặt Trời một chút. Một số sao lớp K là sao khổng lồ và siêu khổng lồ, chẳng hạn như sao Đại Giác (Arcturus) trong khi một số khác như Alpha Centauri B là sao thuộc dãy chính. Chúng có vạch quang phổ hydro cực yếu (nếu như có), và chủ yếu là của các kim loại trung hòa.

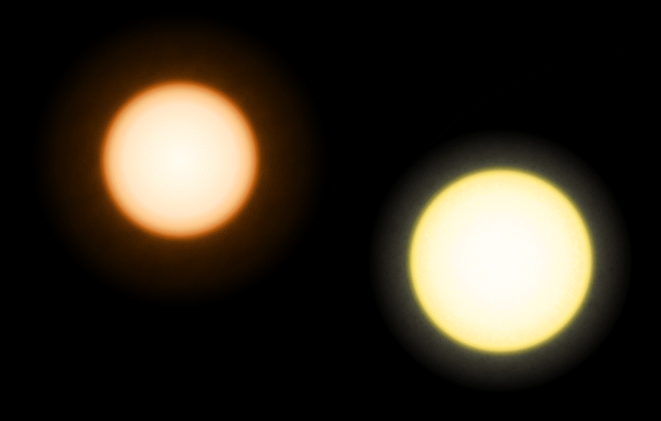
Sao Epsilon Eridani (trái) và Mặt Trời (phải).
Sao Aldebaran và Mặt Trời.

### Lớp M
Lớp M là phổ biến nhất nếu tính theo số lượng sao. Mọi sao lùn đỏ nằm ở đây và chúng có rất nhiều; hơn 90% sao là các sao lùn đỏ, chẳng hạn như Proxima Centauri. Một số sao khổng lồ và siêu khổng lồ như Antares và Betelgeuse, hay các sao đổi màu Mira thuộc về lớp này. Quang phổ của sao lớp M thuộc về các phân tử và kim loại trung hòa nhưng thông thường không có hydro. Titan oxide có thể rất nhiều trong các sao lớp M. Sự mờ của màu đỏ làm người ta nhầm lẫn là ngôi sao ở một khoảng cách xa hơn thật sự. Khi có một vật thể có độ nóng tương tự như các sao này, chẳng hạn như đèn halogen (3.000 K) được đặt cách vài kilômét, nó cũng sẽ xuất hiện đối với người quan sát như một nguồn sáng đỏ tương tự như các sao này.

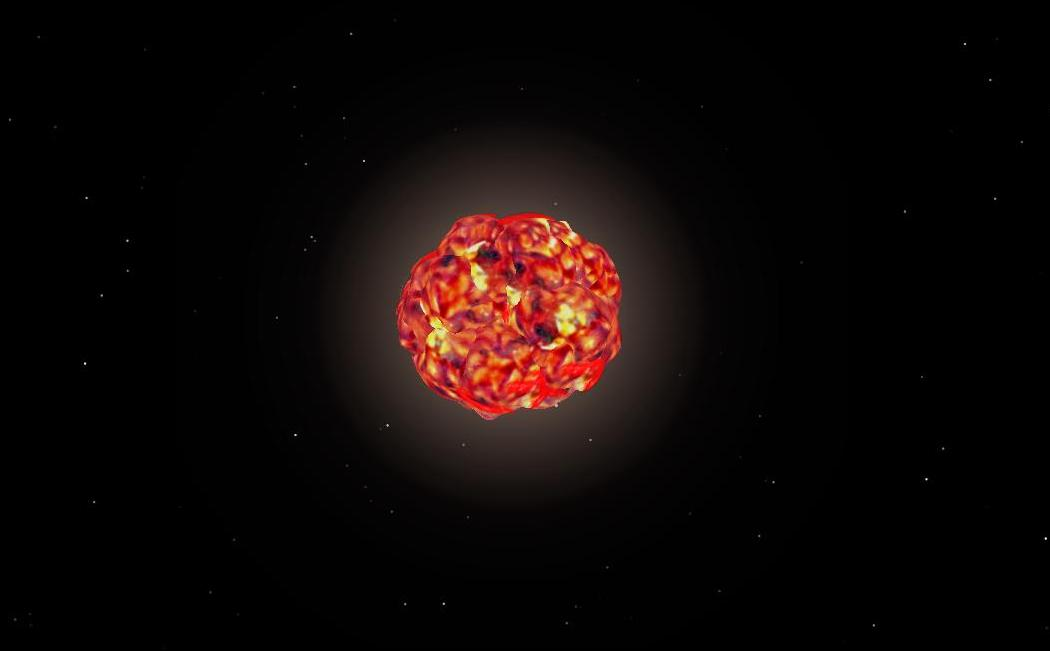
Sao Betelgeuse cách Trái Đất 40.523.760 đơn vị thiên văn.
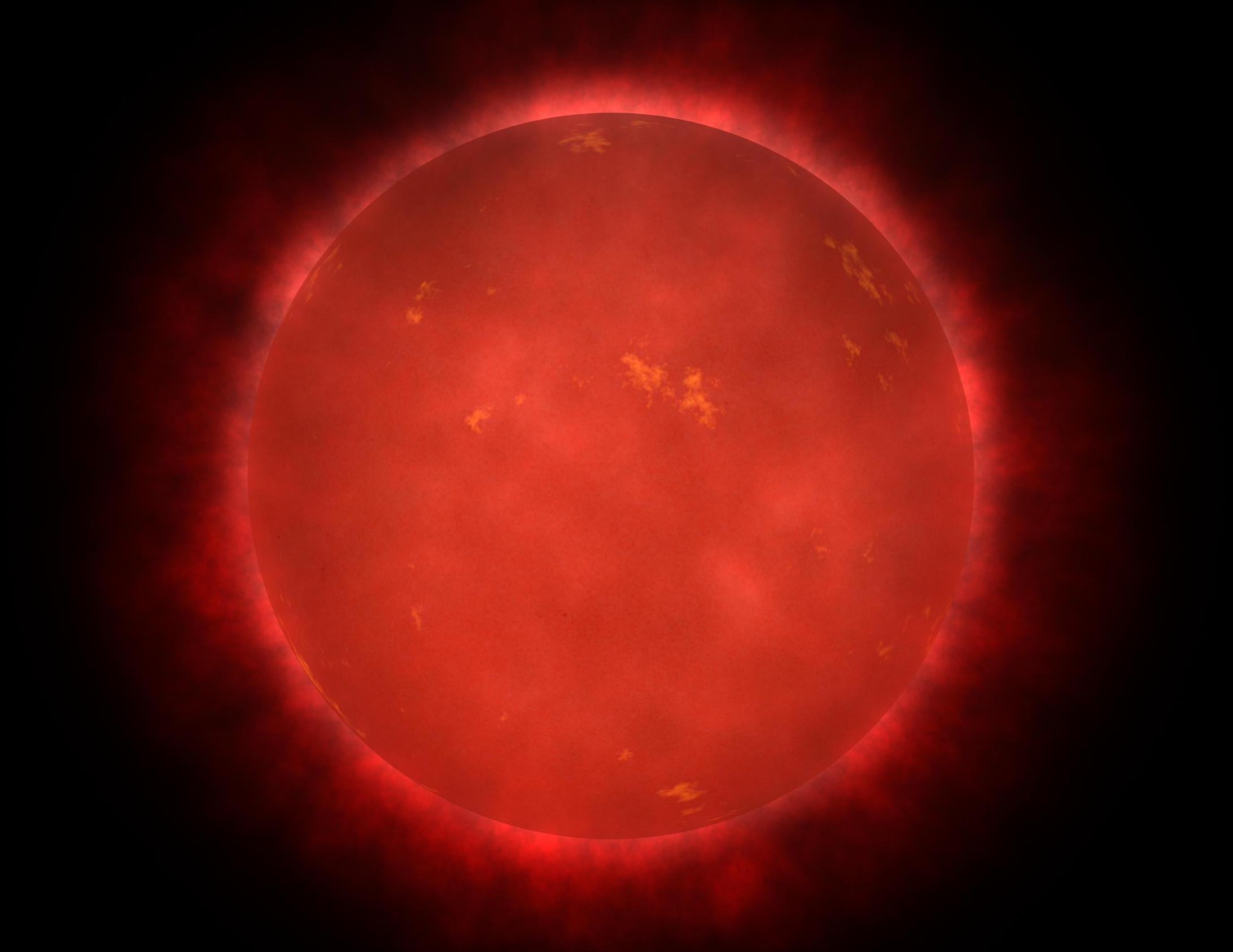
Sao lùn đỏ Teegarden cách 12,6 năm ánh sáng
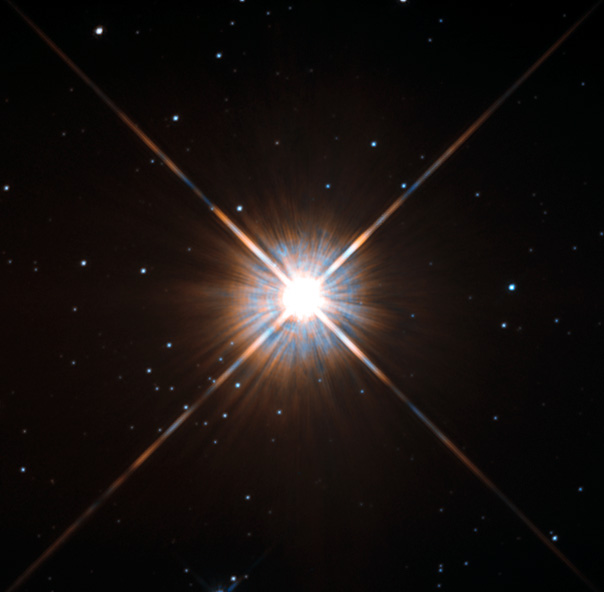
Hình ảnh của Proxima Centauri, một ngôi sao biến quang

## Các loại quang phổ bổ sung

### Lớp W: Wolf–Rayet

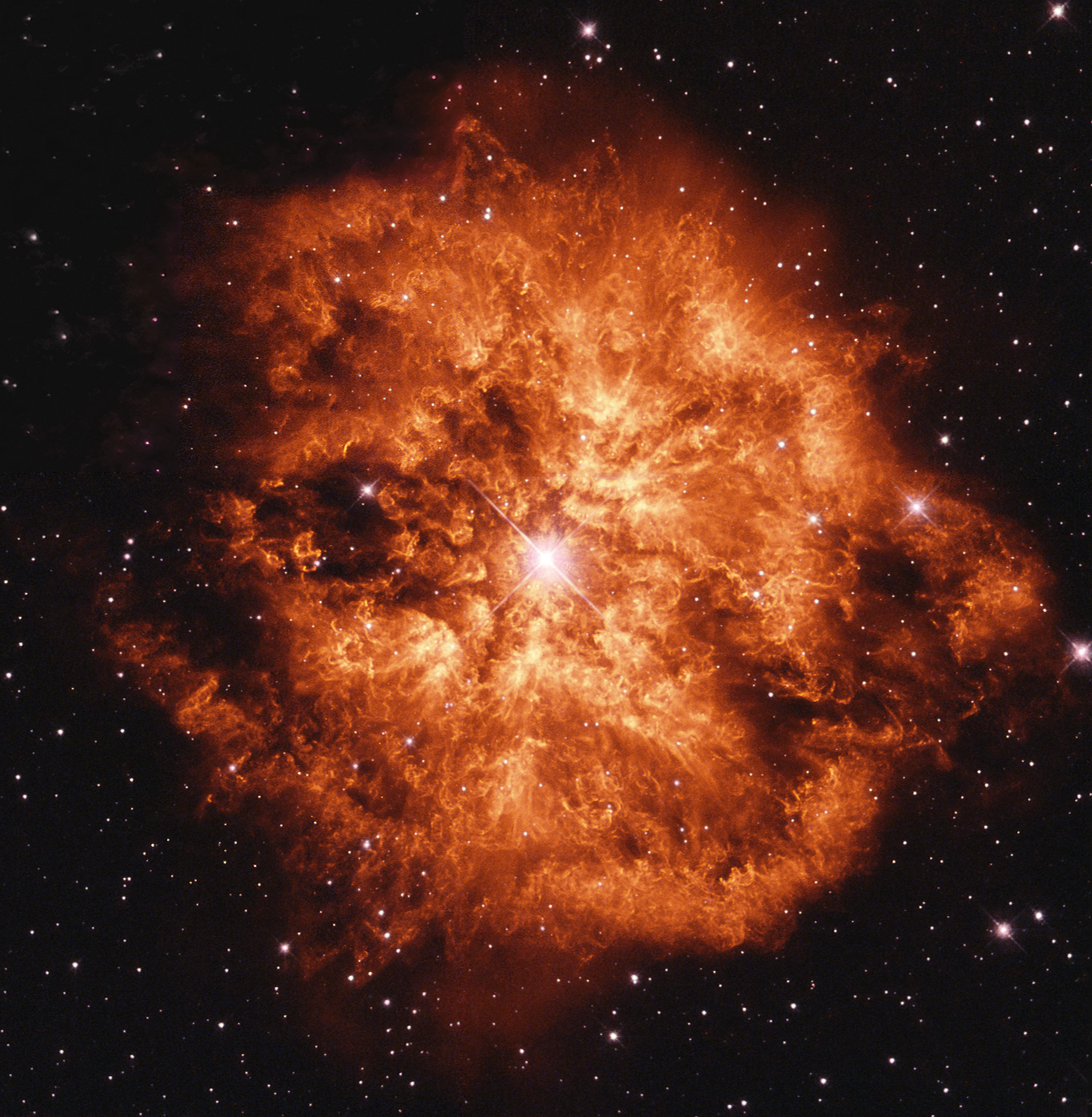
Hình ảnh của Kính viễn vọng không gian Hubble của tinh vân M1-67 và ngôi sao Wolf–Rayet WR 124 ở trung tâm.

Từng được coi là sao lớp O, các sao Wolf–Rayet thuộc lớp W hoặc WR, đáng chú ý vì quang phổ thiếu các vạch hydro. Thay vào đó quang phổ của chúng bị chi phối bởi các vạch phát xạ rộng của heli, nitơ, carbon và đôi khi là oxy bị ion hóa cao. Sao Wolf–Rayet phần lớn được cho là những sao siêu khổng lồ sắp chết với các lớp hydro của chúng bị gió sao thổi bay, do đó trực tiếp làm lộ lớp vỏ heli nóng của chúng. Lớp W được chia thành các lớp con theo cường độ tương đối của các vạch phát xạ nitơ và carbon trong quang phổ của chúng (và các lớp ngoài).

### Các lớp sao lùn đỏ và sao lùn nâu lạnh

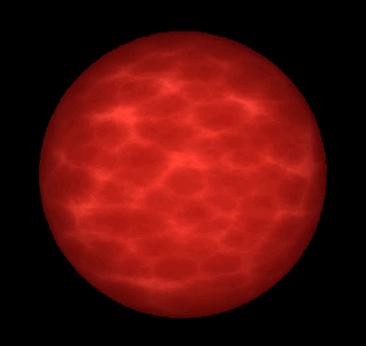
Minh họa về sao lùn loại L.

Các lớp quang phổ mới L, T và Y được đưa ra để phân loại quang phổ hồng ngoại của các ngôi sao lạnh, bao gồm cả sao lùn đỏ và sao lùn nâu rất mờ nhạt trong phổ nhìn thấy được.

#### Lớp L
Một số sao lùn lớp L có khối lượng đủ lớn để hỗ trợ phản ứng tổng hợp hydro và do đó là sao, nhưng hầu hết có khối lượng dưới sao và do đó là sao lùn nâu. Chúng có màu đỏ rất sẫm và sáng nhất trong tia hồng ngoại. Bầu khí quyển của chúng đủ lạnh để cho phép các hydride và kim loại kiềm nổi bật trong quang phổ của chúng.

#### Lớp T: sao lùn methan

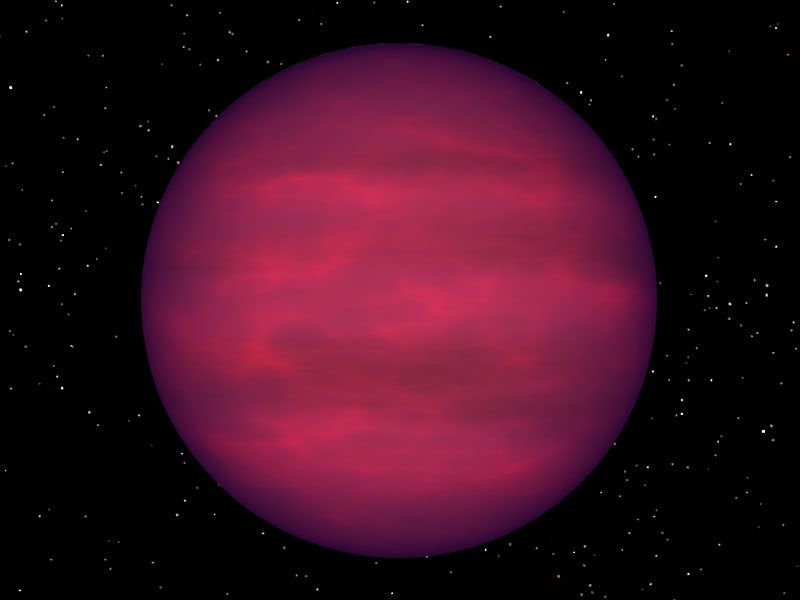
Minh họa về sao lùn loại T.

Sao lùn lớp T là những sao lùn nâu lạnh có nhiệt độ bề mặt trong khoảng từ 550 và 1.300 K (277 và 1.027 °C; 530 và 1.880 °F). Methan nổi bật trong quang phổ của chúng.

#### Lớp Y

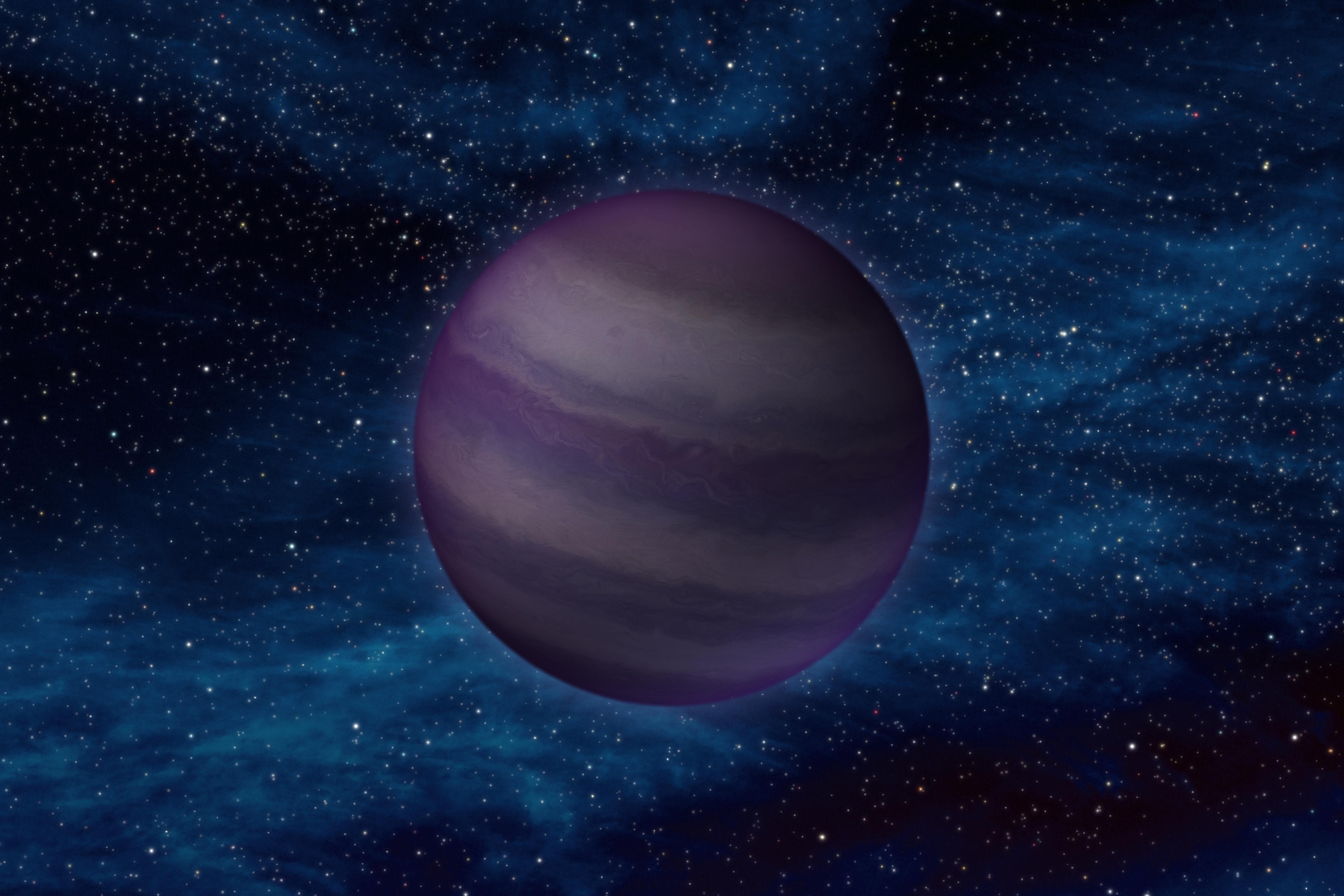
Minh họa về sao lùn loại Y.

Các sao lùn nâu thuộc lớp quang phổ Y lạnh hơn so với các ngôi sao thuộc lớp quang phổ T. Tính đến tháng 8 năm 2013, có tổng cộng 17 vật thể được xếp vào lớp Y. Mặc dù những ngôi sao lùn như vậy đã được lập mô hình và được phát hiện trong phạm vi 40 năm ánh sáng bởi Vệ tinh Thăm dò Khảo sát Hồng ngoại Phạm vi rộng (WISE) vẫn chưa có dãy quang phổ được xác định rõ ràng và chưa có nguyên mẫu. Tuy nhiên, một số vật thể đã được đề xuất là các lớp quang phổ Y0, Y1 và Y2.

#### Lớp C: sao carbon
Ban đầu được phân loại là sao R và N, chúng còn được gọi là sao carbon. Đây là những sao khổng lồ đỏ gần cuối đời, trong đó có lượng carbon dư thừa trong khí quyển.

#### Lớp S
Những sao lớp S giống với sao lớp M nhất có dải hấp thụ ZrO mạnh tương tự như dải TiO của sao lớp M, trong khi những sao giống với sao carbon nhất có vạch natri D mạnh và dải C2 yếu.
Loại quang phổ này được tạo thành bởi chữ S và một số từ 0 đến 10. Con số này tương ứng với nhiệt độ của ngôi sao và xấp xỉ theo thang nhiệt độ được sử dụng cho những sao khổng lồ lớp M. Các loại phổ biến nhất là S3 đến S5. Ký hiệu phi tiêu chuẩn S10 chỉ được sử dụng cho sao Chi Cygni khi ở mức tối thiểu.

### Phân loại sao lùn trắng
Lớp D (cho các chất khí suy biến) là cách phân loại hiện đại được sử dụng cho các sao lùn trắng—những ngôi sao có khối lượng thấp không còn trải qua phản ứng tổng hợp hạt nhân nữa và đã co lại thành kích thước hành tinh, đang dần nguội đi. Lớp D được chia thành các loại quang phổ DA, DB, DC, DO, DQ, DX và DZ.
Các loại quang phổ sao lùn trắng:
- DA – bầu khí quyển hoặc lớp ngoài giàu hydro, được biểu thị bằng các vạch quang phổ hydro mạnh Balmer.
- DB – bầu khí quyển giàu heli, được biểu thị bằng heli trung tính, He I, các vạch quang phổ.
- DO – bầu khí quyển giàu heli, được biểu thị bằng heli bị ion hóa, He II, các vạch quang phổ.
- DQ – bầu khí quyển giàu carbon, được biểu thị bằng các vạch carbon nguyên tử hoặc phân tử.
- DZ – bầu khí quyển giàu kim loại, được biểu thị bằng các vạch quang phổ kim loại (sự hợp nhất của các loại quang phổ sao lùn trắng đã lỗi thời, DG, DK và DM).
- DC – không có vạch quang phổ mạnh biểu thị một trong các loại trên.
- DX – các vạch quang phổ không đủ rõ ràng để xếp vào một trong các loại trên.

### Quang phổ không phải sao: lớp P và Q
Cuối cùng, các lớp P và Q là các lớp quang phổ còn sót lại từ hệ thống do Cannon phát triển cho Danh mục Henry Draper. Đôi khi chúng được sử dụng cho một số vật thể không phải sao: Các thiên thể lớp P là các ngôi sao trong tinh vân hành tinh (điển hình là các sao lùn trắng trẻ hoặc sao khổng lồ lớp M nghèo hydro); các thiên thể lớp Q là tân tinh.